# Берлинский университет имени Штайнбайса
Берлинский университет имени Штайнбайса (Берлинский институт имени Штайнбайса, нем. Steinbeis Hochschule Berlin, сокр. SHB) — частный университет с государственной аккредитацией. Основан в 1998 году и носит имя вюртембергского экономиста Фердинанда фон Штайнбайса.
Берлинский университет имени Штайнбайса является крупнейшим в Германии частным высшим учебным заведением, признанным государством. В тесном творческой сотрудничестве с вузами-партнёрами внутри страны и за её пределами, высшее учебное заведение предлагает своим студентам авторские, интегрированные в профессиональную деятельность программы обучения и развития руководящего состава предприятий всех видов собственности, любой организационно-правовой формы.

## Школы Университета имени Штайнбайса
- Центр менеджмента и технологии имени Штайнбайса (Steinbeis Center of Management and Technology, SCMT)
- Тюбингский институт менеджмента и трансфера технологий (Steinbeis Global Institute Tübingen)
- Школа международного бизнеса и предпринимательства (School of International Business and Entrepreneurship, SIBE)
- Школа менеджмента и инноваций (School of Management and Innovation, SMI)
- Школа управления рисками и соответствия нормативным требованиям (School of Governance Risk & Compliance, SGRC)
- Бизнес-академия имени Штайнбайса (Steinbeis Business Academy, SBA)
- Стоматологический альянс (Dental and Oral Medicine Alliance, SDOM)
- IBR School of Executive Management
- Штутгартский институт менеджмента и технологий (Stuttgart Institute of Management and Technology, SIMT)

## Трансферные институты Университета имени Штайнбайса
- Трансферный институт менеджмента и инноваций (Steinbeis-Transfer-Institut Excellence of Management & Innovation Intelligence, STI EMII)
- Институт менеджмента в педагогике(Institut für Pädagogikmanagement)
- Институт менеджмента корпоративной ответственности (Institute Corporate Responsibility Management, ICRM)

## Специальности
- Бакалавр гуманитарных наук (BA) — (PublicBA, OstheopathieBA, CouncelingBA, PublicBA, BusinessBA, KmuBA)
- Бакалавр делового администрирования (BBA) — (EconomicBBA, FinanzBBA, IndustrialBBA, KmuBBA, MedienBBA, MarketingBBA, BBA IT Management, SocialBBA, TechnologyBBA, TAEBBA, HandelsBBA, SalesBBA, Business Security BBA)
- Бакалавр машиностроения (B.Eng.) — (Mechatronics, Electrical Systems, Mechanical Engineering)
- Бакалавр наук (B.Sc.) — (B.Sc. Physician Assistance, Cardiovascular Perfusion)
- Магистр гуманитарных наук (MA) — (Responsible Management, Angewandtes Bildungs- und Sozialmanagement, Public Governance, General Management)
- Магистр делового администрирования (MBA) — (MBA General Management, Executive MBA Strategic Innovation, Executive MBA Business Intelligence, Executive MBA Global Leadership, MBA International Management & Innovation, ekmMBA, FinanzMBA, GeneralMBA, InternationalMBA, KmuMBA, MarketingMBA, MedienMBA, Risk&FraudMBA, SocialMBA, MBA in Creative-Leadership, HandelsMBA, Business Security Management MBA)
- Магистр бизнеса и инжиниринга (MBE) — (MBE General Management, MBE Business Intelligence, MBE Альтернативная Энергетика, MBE Энергосбережение, MBE Рисайклинг и Биогаз)
- Магистр наук[англ.] (M.Sc.) — (InternationalMSC, M.Sc. Oral Implantology, M.Sc. Periodontology)
- Доктор экономических наук